# Diego Zabala
Diego Martín Zabala Morales (Montevideo, 19 settembre 1991) è un calciatore uruguaiano, centrocampista dell'Amazonas.

## Caratteristiche tecniche
È un esterno destro.

## Carriera
Cresciuto nelle giovanili del Racing Montevideo, ha esordito il 6 febbraio 2011 in occasione del match vinto 2-1 contro l'El Tanque Sisley.

## Statistiche

### Presenze e reti nei club
Statistiche aggiornate al 18 marzo 2018.
| Stagione          | Squadra           | Campionato        | Campionato | Campionato | Coppe nazionali | Coppe nazionali | Coppe nazionali | Coppe continentali | Coppe continentali | Coppe continentali | Altre coppe | Altre coppe | Altre coppe | Totale | Totale | Totale |
| Stagione          | Squadra           | Comp              | Pres       | Reti       | Comp            | Pres            | Reti            | Comp               | Pres               | Reti               | Comp        | Pres        | Reti        | Pres   | Reti   |        |
| ----------------- | ----------------- | ----------------- | ---------- | ---------- | --------------- | --------------- | --------------- | ------------------ | ------------------ | ------------------ | ----------- | ----------- | ----------- | ------ | ------ | ------ |
| 2010-2011         | Racing Montevideo | PD                | 9          | 1          |                 | -               | -               |                    | -                  | -                  |             | -           | -           | 9      | 1      |        |
| 2011-2012         | Racing Montevideo | PD                | 12         | 1          |                 | -               | -               |                    | -                  | -                  |             | -           | -           | 12     | 1      |        |
| 2012-2013         | Racing Montevideo | PD                | 20         | 2          |                 | -               | -               |                    | -                  | -                  |             | -           | -           | 20     | 2      |        |
| 2013-2014         | Racing Montevideo | PD                | 30         | 3          |                 | -               | -               |                    | -                  | -                  |             | -           | -           | 30     | 3      |        |
| 2014-2015         | Racing Montevideo | PD                | 29         | 5          |                 | -               | -               |                    | -                  | -                  |             | -           | -           | 29     | 5      |        |
| 2015-2016         | Racing Montevideo | PD                | 15         | 1          |                 | -               | -               |                    | -                  | -                  |             | -           | -           | 15     | 1      |        |
| Totale Racing (M) | Totale Racing (M) | Totale Racing (M) | 115        | 13         |                 | 0               | 0               |                    | 0                  | 0                  |             | -           | -           | 115    | 13     |        |
| 2016              | Vélez Sarsfield   | PD                | 6          | 2          | CA              | 1               | 0               |                    | -                  | -                  |             | -           | -           | 7      | 2      |        |
| 2016-2017         | Vélez Sarsfield   | PD                | 27         | 4          | CA              | 0               | 0               |                    | -                  | -                  |             | -           | -           | 27     | 4      |        |
| Totale Vélez      | Totale Vélez      | Totale Vélez      | 33         | 6          |                 | 1               | 0               |                    | 0                  | 0                  |             | -           | -           | 34     | 6      |        |
| 2017-2018         | Unión (SF)        | PD                | 17         | 4          | CA              | 1               | 0               |                    | -                  | -                  |             | -           | -           | 18     | 4      |        |
| Totale carriera   | Totale carriera   | Totale carriera   | 165        | 23         |                 | 2               | 0               |                    | 0                  | 0                  |             | -           | -           | 167    | 23     |        |

## Palmarès
- Campionato uruguaiano: 1

Nacional: 2022